# Les Revenentes
Les Revenentes est un récit de Georges Perec publié en 1972. Ce texte est un monovocalisme en e, c'est-à-dire qu'il est écrit en n'utilisant que la lettre e comme voyelle. Les Revenentes fut publié trois ans après son antithèse La Disparition, roman lipogrammatique qui proscrivait l'usage de la lettre e.

## Résumé
Les Revenentes met en scène l'enlèvement de gemmes et l'émergence de sexe en l'évêché d'Exeter.

## Contrainte et libertés
Comme l'annonce son titre mal orthographié, Les Revenentes respecte scrupuleusement la contrainte que s'impose Georges Perec, au risque de s'affranchir de quelques règles de l'orthographe du français. Ainsi, selon une décision de l'Oulipo, le digramme ‹ qu › est remplacé par ‹ q › (« l'évèqe d'Exeter »). L'auteur joue sur l'homophonie, en utilisant par exemple le digramme anglais ‹ ee › pour le son [i] (« négleegément ») ou le w pour le son « ou » (« Ce qe t'es chwette »). Perec puise également dans le vocabulaire étranger, notamment anglais (« twelve » pour douze). Ces transgressions orthographiques apparaissent progressivement dans le texte.
Le y, en tant que demi-consonne, est de temps en temps employé.
Il y a un parallélisme entre la progression des licences que s'autorise l'auteur avec la langue française, et le fait que le texte devienne de plus en plus licencieux, voire pornographique.

## Coquilles
Dans l'édition de 1997, la voyelle « o » apparaît à la place d'un « e » dans le mot « moment » de la phrase originale « En ce mement, certes, t’es le chef, mets – beleve me – ce temps est bref et je préfère être dens mes semelles qe dens tes empègnes ! ».
Dans l'édition de la Pléiade de 2017, la voyelle « a » apparaît à la place d'un « e » dans le mot « dans » de la phrase originale « Et les médelènes qe je trempe dens le thé qe Mémé me verse !  ».

### Édition
- Georges Perec, Les Revenentes, Julliard, 1997  (ISBN 2260014720)

### Traductions
- (en) The Exeter text: jewels, secrets, sex (Ian Monk, 1996).
- (de) Dee Weedergenger (Peter Ronge, 2003). Le titre montre une orthographie modifiée et surprenante de « Die Wiedergänger ».
- (nl) De wedergekeerden (Guido van de Wiel, 2022).